# Административно-территориальное деление Корякского автономного округа
На 1 января 2007 года на территории Корякского автономного округа существовало 33 муниципальных образования, в том числе 1 городской округ, 4 муниципальных района, 1 городское поселение, 27 сельских поселений:
| Район       | Расположение    | Численность населения (2007) | Площадь         | Административный центр | Население АЦ |
| Карагинский | (восток)        | ↘3403                        | 40,6 тыс. км².  | Оссора                 | ↘1841        |
| Олюторский  | (северо-восток) | ↘3569                        | 72,4 тыс. км².  | Тиличики               | ↗1700        |
| ГО Палана   | (запад)         | ↘2837                        | незначительн.   | Палана                 | ↘2837        |
| Пенжинский  | (север)         | ↘2026                        | 116,7 тыс. км². | Каменское              | ↗630         |
| Тигильский  | (юг)            | ↘3668                        | 71,8 тыс. км²   | Тигиль                 | ↗1547        |